# Acontia costistigma
Acontia costistigma är en fjärilsart som beskrevs av Walker 1857. Acontia costistigma ingår i släktet Acontia och familjen nattflyn. Inga underarter finns listade i Catalogue of Life.